# Château d'Ollans
Le château d'Ollans est situé sur la commune d'Ollans, dans le département français du Doubs, en Franche-Comté.

## Historique
Le corps de logis et le jardin datent du XVIIIe siècle tandis que la maison de gardien et la serre sur la cour d'honneur, les remises et le colombier sur la basse cour, l'orangerie, le rucher et la grotte à mosaïque sur le jardin sont de la fin du XIXe siècle.
Le château fait l’objet d’une inscription au titre des monuments historiques depuis le 4 mars 1988 et le domaine en totalité depuis le 9 mars 2022.

## Description
Construit en bordure de l'Ognon, le corps de logis présente un plan en U avec des tours rondes sur les angles. L'intérieur révèle de nombreux éléments de décor comme l'escalier d'honneur avec sa rampe en fer forgé et son décor de peintures murales, la chapelle avec son autel et son retable. À l'extérieur se trouvent de nombreux bâtiments : la maison du gardien avec sa tour du XVe siècle à l'angle sud du château; une serre d'hiver, des remises et un colombier dans la basse-cour, une orangerie et un rucher que Sully Prudhomme a dédicacé en septembre 1887 par un quatrain  :
                                           "Ô vous qui transformez sur la fleur éphémère

                                            Le parfum sans durée en durable saveur

                                            Abeille! Par la ruche et par votre art sauveur

                                            La fuite des printemps nous devient moins amère."
Ami de Charles Derosne, alors propriétaire du château, Sully Prudhomme y est venu en villégiature pendant une cinquantaine d’années ; il a ensuite acquis une maison à Larians en 1889.

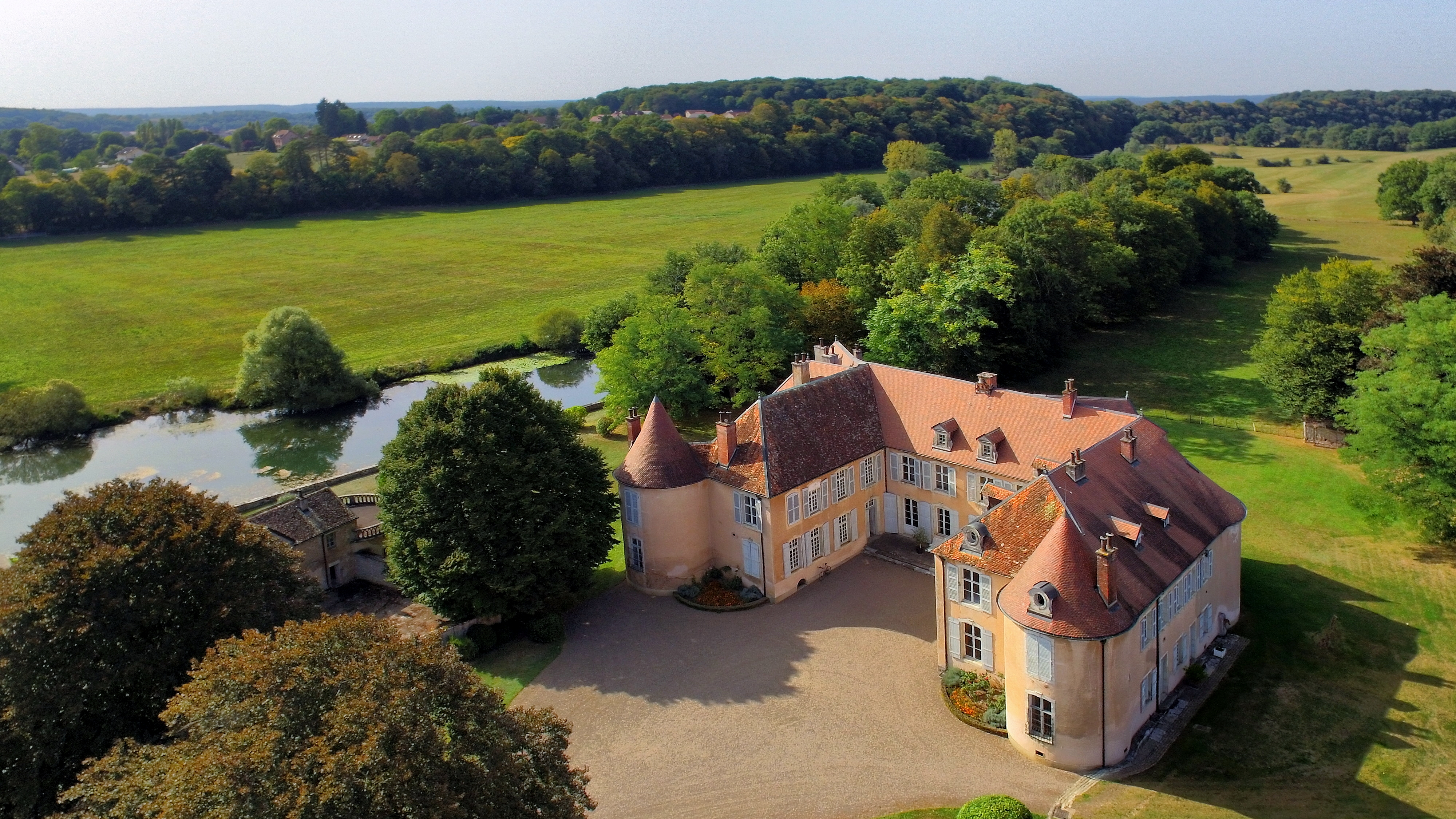
Le corps de logis au bord de l'Ognon.

## Jardin
Le jardin d'agrément du château d'Ollans a été réalisé pour Guillaume de Belot, seigneur d'Ollans. On y trouve deux statues de Diane et d'Apollon des années 1740 par Jean-Baptiste Bouchardon et la grotte à mosaïques.